# とぶくすり
『とぶくすり-Hi[gh]-YAKU-』（とぶくすり ハイ・ヤク）は、1993年4月8日から同年9月23日までフジテレビ『JOCX-TV2』内『JUNGLE』枠で毎週木曜の深夜2時15分から30分枠で放送されたバラエティ番組。

## 概要
後にお笑い第四世代の代表格となるナインティナイン、よゐこ、極楽とんぼらが出演していた深夜番組。開始当初はあまり注目されておらず、局の上層部にもその存在が認知されていなかったほどの知名度であったが、当時の若者からのカルト的な支持を得た結果、会員およそ40000人の“とぶくすり友の会”が出来るほどの人気番組に成長した。関東ローカルだったものの、後々北海道文化放送でもネットされるようになった。
番組は1、2分単位のショートコント数本と連続シチュエーションコント『はばたけ!舞浜商科大学』、トークコーナー『うのうのだん』を中心に構成されていた。
本田みずほ以外の出演者は1992年10月 - 1993年3月に放送された若手芸人のネタ見せ番組『新しい波』で選抜された。『新しい波』放送終了時点ではナインティナインとよゐこ以外のメンバーは決まっておらず、ブスキャラ枠で光浦靖子、美人女性枠で当時大阪でCM出演など徐々に人気を集めていた本田の順番で決まっていき、最後に男性枠として極楽とんぼを加えた。当時吉本印天然素材で既に活躍していたナインティナインと、渡辺満里奈がファンと公言していたよゐこを除けばほぼ無名だった。
『とぶくすり』のタイトルは、先にレギュラーに決まっていたナインティナインとよゐこがフジテレビに打ち合わせに来た際に、『○○くすり』まで決まっていたが○○の部分が決まらなかった。会議が沈黙していく中、濱口優のひらめきで決定。番組の象徴的なカプセルに羽がついたマークも出来上がった。副題の『Hi[gh]-YAKU』は「（笑いの）配薬」「（メンバーの）飛躍」という意味合いもあった。
片岡飛鳥の指名で、この番組の仕切り（司会）は矢部と決まっており、以後『めちゃイケ』終了まで矢部が進行役というスタンスは統一されていた。
徹底的な低予算だったため『はばたけ!舞浜商科大学』を除くショートコントのセットは全て簡素で、磨りガラスの壁にコントのテーマに関連した手書きイラストが貼ってあった。これらのイラストは全て出演者が描いていた。この「コントのセットに予算をかけない」方針は、これ以前に放送されていた『夢で逢えたら』でも同様であり、後の『めちゃモテ』『めちゃイケ』のショートコントはもちろん、『新しい波シリーズ』から派生した番組群や、『ピカルの定理』、『バチバチエレキテる』でも踏襲されることになる。
音声はステレオ放送が実施されていたが、スタジオ内ではBGM・効果音を除いてモノラル音源で収録されており、それをステレオ信号に乗せて放送する簡易的なステレオ放送であった（事実上モノステレオ放送）。
1993年9月で『とぶくすり』としてのレギュラー放送は一旦終了となる。10月以降は『殿様のフェロモン』の放送枠にて2か月に1回のペースでスペシャル番組『とぶくすりスペシャル』として継続した。(『殿様のフェロモン』にはとぶくすりメンバーもレギュラー出演していた。)
1994年4月、『殿様のフェロモン』の終了とともに『とぶくすりスペシャル』も終了が発表され、とぶくすりとしての活動は一旦休止となった。この間、ニッポン放送にて『ナインティナインのオールナイトニッポン』がスタート。とぶくすりメンバーが集結し「とぶくすりリターンズ」と銘打って放送した回もあった。
1994年10月、深夜10分間の帯番組として『とぶくすりZ』とタイトルを改め再スタート。この時に初めて「おだいばZ会」の名称が登場している。同年12月31日の大晦日にフジテレビ系列の年越し特番『ゆく年くる年とぶくすりスペシャル 俺らにはまだ早いやろ!!』が全国ネットで放送された。渋谷公園通り劇場から生放送され、河田町本社（当時）スタジオとも中継が結ばれた。当時、新人アナウンサーであった佐野瑞樹もここから番組に関わるようになった。
1995年3月、『とぶくすりZ』の最終週ではブレイクする直前だったシャ乱Qのつんく♂が登場し、CDリリース前の「ズルい女」をギターの弾き語りで披露した。『とぶくすりZ』レギュラー放送終了後もスペシャル番組『とぶくすり 秋まで待てないスペシャル』として2か月に1回のペースで継続予定と発表され、友の会も継続するとしていた。しかし、事情は不明だが『秋まで待てないスペシャル』は1回のみの放送で終わり、次回の放送月にあたる同年6月以後、再び放送されることは無かった。友の会もなし崩し的に自然消滅となった。
『秋まで待てない』というタイトルの意味は『とぶくすりZ』の最終回時点では伏せられていたが、5ヶ月の空白期間を挟む形で、タイトル通り同年10月の秋改編で出演者変更ならびにタイトル改題を行い、『めちゃ×2モテたいッ!』として再スタートした。さらに1996年10月には『めちゃ×2イケてるッ!』と再改題し土曜8時に昇格。以後2018年3月までの22年間に渡って放送された。
2018年、『めちゃイケ』の「中居&ナイナイ日本一周の旅FINAL」では、当番組による出演者らの出会いを、中居正広指導という体裁を以てメモリプレイの形で再現された。
「とぶおんな」のコーナー内やスペシャル・とぶビデオのオープニング映像では、『とぶくすり』時代の番組の趣旨を薬の注意書風に仕立てた以下のテロップが表示されていた。
とぶビデオ3〜5では（３）より後が以下のように変更されている。

## 出演者
- おだいばZ会
  - ナインティナイン（岡村隆史・矢部浩之）-メインキャスト
  - よゐこ（濱口優・有野晋哉）
  - 極楽とんぼ（加藤浩次・山本圭壱）
  - 光浦靖子
  - 本田みずほ

初期オープニングの出演者クレジットでは、ナインティナイン→極楽とんぼ→光浦・本田→よゐこの順に表示されていた。

### 準レギュラー
- アンバランス（黒川忠文・山本栄治）-「はばたけ!舞浜商科大学」

## オープニング
この番組のオープニングは無印時代と『Z』時代の2種類存在する。どちらも番組後期では時間の関係で冒頭部分が省略されることが多かった。
無印時代
机に置かれたボトルが倒れると、飛び出したカプセルの中のひとつに羽が生え、ベランダを飛び出し街の中を飛んで行き、最後にカプセルが地面に降りると、上から巨大な足に踏まれてタイトルロゴが登場し、数人の子供によるタイトルコールが流れる。
『Z』時代
地面の中から羽の生えたカプセルが飛び出し、お台場の街を飛んでいき、最後にゲート（移転時期がまだ確定していなかったのか、ゲートには「おだいば96」と描かれていた）を潜ると謎の巨大生物が薬を飲んだ後、吐き返してタイトルロゴが登場し、数人の子供によるタイトルコールが流れる。
BGMは一貫してPOWWOWの「HEY!」であるが、ビデオ・DVDでは著作権の関係でオリジナルのカバー音源に差し替えられている。

## エンディング
無印時代
『うのうのだん』のトーク中にスタッフロールが流れ、そのまま終了していた（例外あり）。
『Z』時代
番組の最後に毎日『今日のKEY WORD』が表示される。これを1週間分つなげてフジテレビ宛にハガキを送ると、番組オリジナルトレーナーが当たる趣向であった。この形式の視聴者プレゼントはトレーナーからテレホンカードに形を変えて『めちゃモテ』と『めちゃイケ』の途中まで続けられていた。

## 特番
- とぶくすりスペシャル みんな必死なんだよ! 1993年10月2日 25:40 - 27:10
- とぶくすりスペシャル2 みんな必死なんだよ! 1993年12月4日 25:30 - 27:00
- とぶくすりスペシャル3 みんな必死なんだよ! 1994年1月29日 25:30 - 27:00
- とぶくすりスペシャル4 1周年記念春の必死まつり! 1994年4月2日 25:55 - 27:25
  - 全て土曜深夜の『殿様のフェロモン』の枠で放送。スペシャルに限り河田町社屋・第6スタジオでの公開形式となっていた。1と4は『殿フェロ』の放送期間の前後にあたり、1は放送開始の2週間前、4は最終回の翌週に放送された。4の放送をもって『Z』開始まで一時休止となる。
- ゆく年くる年とぶくすりスペシャル 俺らにはまだ早いやろ!! 1994年12月31日 23:30 - 25:00
  - 『テレビの鉄人!大晦日の祭典スペシャル』の第三部として生放送。
- とぶくすりZ増刊号 秋まで待てないスペシャル 1995年4月5日 24:50 - 26:20
  - 事実上の最終回。これをもって本田が降板し、よゐこ・加藤・光浦も一時的に番組から離れる。同年10月から『めちゃモテ』へ移行する。

## イベント
- とぶくすり友の会 in よみうりランド・イースト 1993年9月26日
- とぶくすり in 早稲田祭 みんな必死ライブ 11月2日
- とぶくすり in ファイヤーフェスティバル 11月14日
- とぶくすりリターンズ in ファイヤーフェスティバル'94 1994年10月22日
- とぶくすりZ in シアターアプル 1995年4月1日

## ビデオ、DVD
- 1995年4月5日には『とぶくすり』、『とぶくすりスペシャル』時代の人気ショートコント等を収録したVHS『とぶビデオ』1・2巻が発売されている。
- 「新しい波」の放送から8年が経過した2000年末、『めちゃイケ』内で8年間を振り返るプロジェクト「pM8」が行われ、その流れで2001年8月10日には『とぶくすりZ』のショートコントを収録したVHS、『とぶビデオ』3 - 5巻を発売。同年9月19日にはとぶくすりシリーズの名場面を収録したDVD『とぶくすりベスト』が発売された。DVDのジャケットはSMAPのアルバム『Smap Vest』をパロディとし羽の付いた薬の色がとぶくすりメンバーの人数の8色変えられる。

「おもしろ100大トラック」と題して、数々のコーナーを100位からランキング形式で発表していく。岡村、矢部、濱口、有野、加藤、山本、本田、光浦の傑作コントも個別で見られる。

## 再放送
2000年夏、地上波版のめちゃイケ内「pM8」に先駆け、CS放送のフジテレビ721でもCS版「pM8」として『新しい波』から『めちゃモテ』まで再放送された（『殿様のフェロモン』を除く）。CS版「pM8」では、現在でも番組に関わっている西山喜久恵と佐野瑞樹の両フジテレビアナウンサーによる解説付きで再放送された（『とぶくすりZ』再放送分まで）。

## 主なコント
コントが始まる前に『〇〇のくすり』と子供のナレーションが入る。配薬する袋にコントの題名が記載されている。
Z-men's
超ビキニで黒塗りした体をしている、Mr.Zap（N.Y出身、岡村）・Mr.Zip（L.A出身、加藤）・乙川くん（和歌山県出身、有野）の三人がノーランズの「SEXY MUSIC」にあわせてビキニをひっぱって踊る際に股間が見え隠れする（放送上では番組のロゴマークで隠されていた）。とぶくすりではよくある、導入は普通のドラマのようなまともな芝居から、いきなり暗転して唐突にギャグ部に突入するパターンのコント。
タカシくんとマサルくん
岡村と濱口が小学生を演じるコント。岡村が一言も発しないキャラで否定する時は首と顔が全面的に早く横に振る。「とぶくすりSP」でタカシくんの首を振るスピードを検証。スローモーションで確認してみると24秒で7回首を振っていることが判明。マサルくんがタカシくんのせいにしてタカシくんが不幸な目にあう。
立ち食い仮面カケソバン
当時CMで流行していた「UFO仮面ヤキソバン」のパロディ。ケトラー（矢部）が悪事を働いていると、カケソバン（岡村）が現れるが、その後ナレーションによって「カケソバンは●●できるのだ!」と毎回体を使うお題が出て、たいてい失敗して岡村が体を痛める。ケトラーは、呆れてタバコを吸う場面もあった。『めちゃモテ』では本家「ヤキソバン」を演じていたマイケル富岡がゲスト出演し、ナイナイと共演している。さらに『めちゃイケ』の「pM8プロジェクト」ではカケソバンが再登場した。
藤四郎（矢部の祖父）
矢部（本人役）と矢部の実在の祖父・藤四郎（岡村）との会話コント。後に「藤四郎の謎」というコーナーで本人もVTRで出演したが、岡村以上の大ボケぶりだった。後に本人の死去によりこのコントは封印されたが、2000年末に「pm8」内にて1夜限りの復活を果たした。
たつひろ
矢部の実在の弟・たつひろ（岡村）と矢部の会話コント。本当はどうか知らないが自分の年齢すら間違える大ボケはおじいちゃんに匹敵。ごはんのおかずがサラダドレッシングやソースという矢部家の家庭事情をばらす。『めちゃイケ』ではコントコーナー「SHORT COOL」にも登場した他、フジテレビがお台場の新社屋に移転したとき、このキャラでロケを行った。
岡村隆史22歳
コント冒頭で「岡村隆史!22歳!○○!」と叫び、○○に入ることを実行する。
クイズ王・マスタニさん
アメリカ横断ウルトラクイズのパロディ。第一回から欠かさず参加するも、中々優勝出来ないマスタニさん（山本）。スタッフも気の毒に思い、簡単な問題で何とか勝たせようとするも、大概マスタニさんが暴走して時間切れとなる。
ヨシキ
X JAPANのYOSHIKIを思わせるキャラを濱口が演じるがなぜか高校生。金髪で長髪のため、校門で生活指導の教師である矢部に捕まり、会話するコント。何を聞かれても耽美的なフレーズで返すヨシキ。決め台詞は「…美学…!」。他のコントのメイクで白塗りをしていた濱口が「YOSHIKIに似てる」と言われたことがきっかけで生まれた。
トイレの花子さん
花子さん（有野）が昨今のテレビ事情を交えて生徒（濱口）に説教するコント。
極楽とんぼミニシアター
白バイの先導（山本）と駅伝選手（加藤）の二人がシチュエーションに沿ったコントをするが、段々破綻し、結局延々ケンカが繰り返される。（20分間）ケンカコントをする模様を回されていた。いわば後番組の『めちゃモテ』や『めちゃイケ』などで繰り広げた二人の喧嘩ネタの前身コント。
こぶへい
山本が林家こぶ平（現・9代目林家正蔵）に扮するコント。番組（大概は当時フジテレビで放送されていた番組のパロディ）にゲスト出演するが、出てくるなりすぐにCMに切り替わってしまいフロアディレクター（岡村）につまみ出される不遇な扱いを受ける。「ぽっかりぽかぽか日曜日、サンデー!」が持ちネタ。ある回では『上岡龍太郎にはダマされないぞ!』に出演するためフジテレビに来ていたこぶ平本人がスタジオに登場して山本と共演した。ひとしきり怒った後に上記のギャグを一緒に披露し、その後なぜかこぶ平本人が岡村につまみ出されるオチだった。
AV男優油谷さん
ドッキリ企画。セリフを覚えない、遅刻が激しいなど素行の悪い男性レギュラー陣が主なターゲット。選ばれた男性はビーチマットに寝かせられた後、サラダオイルまみれになった山本扮する赤い海パン一丁の油谷さんに全身マッサージをされつつ自作の唄♪あなたのバースデー、わたしのバースデー♪を披露される、という屈辱を味わう。『めちゃイケ』に移行してからはサッカーワールドカップ開催年毎に濱口の誕生日に出現するのが基本だった（ただし、放送倫理上の絡みから「AV男優」の肩書きは消えている）。この時は海パンが開催国にちなんだデザインとなっていた。ちなみに2006年に山本が不祥事を起こし、「めちゃイケ」を一時降板・10年に及ぶ謹慎（のちに復帰）となった際に「めちゃイケ」で謹慎前最後に披露したコントは油谷さんであった。大会が2回、間にあった12年のブランクを経て、2018年の「中居&ナイナイの日本一周FINAL」でも復活した。
どぜう
様々なピンチに陥ったシチュエーションにどぜう（濱口）が安来節をバックに突然登場し、どじょうすくいをするコント。『めちゃイケ』にて「どぜうモン人生相談室」として復活、やっていることは全く同じ。
かも川
鴨川シーワールドのパロディ。ベテランのシャチ（岡村）と中堅のアシカ（有野）が若手で人気のあるラッコ（濱口）を妬む。
3本
毛利元就の「三本の矢」をモデルにしたコント。毛利山蔵（山本）の出す課題に誰がやるかをくじ引きで決める。加藤、矢部、濱口がくじを引くが、ドッキリでもなく3回連続で濱口に当たったことがあった。
結城先生
当時放送されていた『どうーなってるの?!』の料理コーナー・「夕食ばんざい」のパロディ。全く関係ない芝居をしているところに結城みみず（加藤、モデルは結城貢）と佐藤社会（本田、モデルはフジテレビアナウンサー・佐藤里佳）が突然割り込み、強引な料理を披露したあと、「スタジオさん、お返しします!」の号令を合図に『どうーなってるの?!』のメインテーマをバックに珍妙な踊りをする。しかしちゃんとできない出演者に厳しくアドバイスするが、さっきとは全然違う踊りをして出演者から突っ込まれる。
ある回では本物の結城と佐藤が登場した。この時は加藤の登場時から本田ではなく佐藤が登場し、その後サプライズで結城が登場して加藤と共演する形だった。
ウルトラマン1/10
本家が地上で活動する時間が3分（180秒）に対し、ウルトラマン1/10（濱口）はその1/10の18秒しか活動できない。
くわまん
日常ドラマが繰り広げられる中、唐突に誰かが「ちょっと待って…、くわまん混じってる!」と指摘し、そこからくわまん（山本）ワールドが展開される。(主に、くわまん自身が出演していた「世界の豪華珍品料理」の食レポや「ものまね王座決定戦」での、シーンのものまねがある。)番組終期には桑野信義本人がゲスト出演した。
シゲル・マツザキ
岡村が演じるシゲル・マツザキが、まともな芝居しているところにその芝居と全く関係なく唐突に現れて「愛のメモリー」を歌いだす。回を重ねるごとに歌詞がメチャクチャになり、毎回かならずサビの最後の語尾を「ポ」とか「ピ」などに変え、「ポて!」と矢部がツッコむのがパターン。愛に関する話が登場のサイン。『とぶくすり年越しSP』では松崎しげる本人が登場、メンバー全員で愛のメモリーを合唱した。
4ひろみ
日常芝居から突然「2億4千万の瞳」が流れ始め、4ひろみ（岡村）がド派手なスポットライトの中から登場。4ひろみは一切喋らず、矢部がひたすらツッコミを入れる。年齢に関する話が登場のサイン。「めちゃイケ」内で復活していた。
ミクロマン0
タカラが出していた往年の玩具「ミクロマン」の格好をした宇宙人（岡村）が、少年（矢部）のところに来て地球の習慣や風俗を学ぼうとする。科学の進んだミクロ星から来たミクロマンのはずだが、ルービックキューブやスネークキューブなど時代遅れのオモチャを持っていて矢部にバカにされる。
タイガーマスク
タイガーマスク（岡村）が激しい試合を行う中、マスクが取れてしまう。試合には勝つものの、マスクが取れたことに気付いた岡村は泣いて去る。結果、いつも無効試合となってしまう。後に、「めちゃ日本女子プロレス」の「ちびタイガーマスク」としても数回出演してブレイクダンスを踊るのが恒例に。
振り向くなよ!
さまざまな場面で、矢部が加藤に「振り向くんやない!」と言っうと、ザ・バーズの「ふり向くな君は美しい」が流れ、上は赤いトレーナー、下は白のパンツとスカート、両手にはポンポンを持ってチアリーダー、チアガールの姿をした山本、本田、光浦が曲にあわせて踊る。最後は山本が顔いっぱいを画面に写る程カメラの前に近付き、「ズーバでした！」と笑顔で言って画面から横に急に動いて姿を消す。
ハクション大魔王
くしゃみをすると突然魔王（山本）現れ、『ハクション大魔王』のテーマをバックに満面の笑みでダンスを踊るが、再びくしゃみをされてしまい、悲しそうな顔で帰っていく。
かとじんさん
やしきたかじんのかとじん（加藤）が、マサ（光浦、モデルはトミーズ雅）と共に「かとじんのばぁ〜」（『たかじんnoばぁー』のパロディ）という番組をしている。毎回マサのちょっとした発言にかとじんが突然怒り出す。最後は「通天閣高いで〜」など、やしきたかじんの「東京」が流れる中、大阪を称えるセリフで締める。
たかじん本人はこのコント自体の存在を知っており、たかじんnoどォ!での極楽とんぼ出演回で同コントへの本人出演オファーがあったのを語っている。また後年のあるトラブルをきっかけに東京での仕事を避けた後の2011年に『めちゃイケ』の「やべっち寿司」へゲスト出演した際には久しぶりに加藤との共演も果たした。また、2014年1月にたかじんが逝去した際に加藤は『スッキリ』（日本テレビ）で訃報を伝えた際、「たかじんと会った際に激励された」と述懐している。
66 シックスティシックス
ナインティナインのNSC時代をネタにしたコント。ボケとツッコミが逆であることに気付かない二人は、今日も売れない芸人の日々を送る。
オッポさん
ノッポさんのパロディ。喋らない、簡単な物で工作、というところまでは本家と同じだが、完成品でオッポさん（岡村）が過酷なスポーツにチャレンジさせられる。
笑っていいかも!?
『森田一義アワー 笑っていいとも!』のパロディ。
「きんぴるのくすり」というタイトルで、金曜日にやっていたさんま・タモリのトークコーナーのパロディコント。タモリとさんまのリアルゴムマスクを被った二人がジェスチャーだけでトークを表現する。喋らないコントだが本編の始まる時の音やCMに入る時の音と画面に出るいいとものマークも忠実に再現していた。
中学生
中学生の先輩（岡村・濱口）と後輩（加藤）の会話コント。先輩らしいところを見せようとませた事（テレクラに電話など）をし、出来ない加藤を「加藤もまだまだ子供やの〜!」といって馬鹿にするが、実は加藤の方が一枚上手だったというオチ。二人の意見が一致したときに顔を近づけて「のぉ!のぉ!ののののの!」と言い合う。1993年9月の最終回では加藤の後輩というキャラで内村光良（ウッチャンナンチャン）がサプライズ出演し、まだ人気芸人とのカラミがなかった岡村と濱口を大いにビビらせた。ちなみに当番組で最初に放送されたショートコントである。コントが終わった際、内村は笑顔で敬礼し『正直、緊張してました〜!』と一言発言していた。
熊刑事
『太陽にほえろ!』のパロディ。新入りの刑事が熊の着ぐるみであるもの。

## 他のコーナー
とぶおんな
初期のオープニング直後に流れるコーナー。「とぶおんな」と称されるAV女優（毎月変わる）が錠剤やカプセルなどの薬を飲まされた後、喘ぎながら悶える映像をバックに上記の注意書が流れる。
番組内で「とぶおんな」の募集告知が流れたこともあった。また1993年7月1日放送分は総集編だったが、その前後のオープニング・エンディングのパートとして「とぶおかむら」なるパロディコーナーが行われ、エンディングではどぜう（濱口）も登場した。
うのうのだん
『新しい波』選抜メンバースペシャル（最終回）から継続して行われたカードゲームの「UNO」をやっているという設定のトークコーナー。決まったテーマにそって、カードを出しながら（ゲームそのものは無関係）自分のエピソードを話す。「とぶくすり」の頃はナイナイとよゐこの4人が毎回ほかの番組の衣装を来てトークをしていた。極楽とんぼと女性メンバーは最終回以降から参加するようになり、スペシャル以降からメンバー+ゲストでトークを行うようになった。ゲストとのトークコーナーとしてはその後、『めちゃモテ』『めちゃイケ』でも「モテたいッ!トーク」「めちゃイケ号トーク」「やべっち寿司」と形式を変えながら継続された。
山本VS光浦の仲の悪い2人の掛け合いが好評であった。
みんなのうた
メンバーが楽器で曲を演奏し、歌のお姉さんが歌を歌うコーナー。途中、歌のお姉さんは周栄良美から新田恵利に交代。それがきっかけとなり『めちゃイケ』の初期にはおニャン子クラブのファンだった岡村と濱口が矢部、さらに同じくおニャン子ファンだった芸能人達と新田の自宅を訪ねる企画も放送された。
余談だが、『めちゃイケ』最終回スペシャルのエンディングテーマはサザンオールスターズの『みんなのうた』であった。
はばたけ!舞浜商科大学
『新しい波』選抜メンバースペシャル（最終回）から継続して行われた千葉県浦安市・舞浜にある大学が舞台のシチュエーションコント。コーナーの最後にはドッキリ暴露コーナー「とぶくすり頑張っていこう!のコーナー」があった。（『クイズマジオネア』へ引き継がれた。）毎週、青ジャージを着た岡村が東急ハンズで買った違った被り物を毎回被って登場するのがお決まり。得意のブレイクダンスも披露していた。ここから、『めちゃイケ』の代表作『 岡村オファーがきましたシリーズ』で青ジャージが引き継がれた。
とぶくすり友の会・ロケ企画
『とぶくすりZ』で金曜日に放送されていたとぶくすり初のロケ企画。加藤は愛車を破壊され、元彼女クリスを呼ばれ、雪山を裸で走り喘息を発症させたりと散々な目にあった。
新宿の箱根山にスタッフルームにあった廃材で秘密基地を作った。この企画は『めちゃイケ』でも2000年末の「pM8プロジェクト」と2018年の最終回で二度行われ、これまで使用していた小道具を集めて同じく秘密基地を作った。
ジェットコースターに乗りながら、当時のネタをやる事に。本田と光浦は普通にリアクションしながら乗車。ナイナイ・よゐこ・極楽はABCお笑い新人グランプリの際披露したネタを披露。ジェットコースターの風圧と恐怖でめちゃくちゃになった。

## スタッフ

### 『とぶくすり』時代
スタッフロールの冒頭には「〔成分〕（一錠中）」と記載。またスペシャル時代には各スタッフの氏名の下に括弧付きで、ある一定のテーマに沿ったと思われるワード（滋養強壮薬や女性芸能人の名前など）が記載されていた。
- 監修：清水東
- 構成：内村宏幸、伊藤正宏、鈴木淳[注 10]、渡辺真也
- ＴＤ：岩沢忠夫
- カメラ：辻稔
- ＶＥ：田畑司、瀧本恵司
- 音声：間野目政孝
- 照明：渡辺啓史
- 美術制作：永本允
- デザイン：石森慎司
- 美術進行：大野恭一郎
- タイトル：高柳義信
- タイトルロゴ：岩下みどり
- おえかき：タレントの皆さん
- 編集：太田友康（IMAGICA）
- ＭＡ：円城寺暁（IMAGICA）
- 音響効果：笠松広司（OCBプロ）
- タイムキーパー：石原由季
- 技術協力：ニユーテレス
- 編成：河合徹
- ディレクター：片岡飛鳥、伊戸川俊伸、印田弘幸
- プロデューサー：吉田正樹
- 制作：フジテレビ第二制作部（現第二制作センター）
- 制作著作：フジテレビ

### ゆく年くる年とぶくすりスペシャル 俺らにはまだ早いやろ!!（1994年12月31日）
- 構成：伊藤正宏、鈴木工務店、渡辺プロ、BI-SUZUKI、倉本美津留、岩崎夏海
- 美術制作：重松照英
- デザイン：桐山三千代
- 美術進行：石川利久
- 大道具：毛利彰
- 装飾：高野城二
- 持道具：網野高久
- 衣装：神波憲人
- メイク：輿山洋子
- かつら：太田修
- 視覚効果：山ノ内健
- 電飾：飯田修一
- アクリル装飾：村田誠司
- タイトル：飯田修一
- ＣＧ：岩下みどり
- 電子タイトル：早川清仁
- 【渋谷劇場中継】
  - ＳＷ：岩沢忠夫
  - カメラ：辻稔
  - ＶＥ：田畑司
  - 音声：石井俊二
  - ＰＡ：鈴木智之
  - 照明：橋本圭介
  - 音響効果：笠松広司
- 【フジテレビ第3スタジオ】
  - ＴＤ：大森静雄、間野目政孝
  - ＳＷ：藤本敏行
  - ＶＥ：北井勇作
  - 音声：篠良一
- 【フジテレビ駐車場中継】
  - ＳＷ：森野憲俊
  - カメラ：柴崎進
  - ＶＥ：水野博道
  - 音声：深谷高史
  - 照明：渡辺啓史
- 【円山町中継】
  - ＳＷ：木明良三
  - カメラ：元木宏
  - ＶＥ：竹内荘七
  - 音声：木俣洋一
- 【結婚式中継】
  - ＳＷ：馬場雄二
  - カメラ：篠原栄二
  - 照明：谷口照夫
- 音楽：重村正道
- 編集：中根敏晶（パッチワーク）
- タイムキーパー：石原由季、山口美香
- 技術協力：ニユーテレス、八峯テレビ
- 協力：芝公園
- ディレクター：北村要、佐久間茂、小松純也、北沢健二、福原伸治、石井浩二
- 演出：片岡飛鳥
- プロデューサー：鈴木恵悟
- 制作：佐藤義和
- 制作著作：フジテレビ

### 『とぶくすりZ』最終回（1995年3月24日）
スタッフロールは金曜日のみ表示され、月曜 - 木曜は番組の最後に「成分（一錠中）おだいばZ会」と表示されるのみであった。
- 構成：伊藤正宏、鈴木工務店、渡辺プロ、BI-SUZUKI
- おえかき：タレントの皆さん
- 技術協力：ニユーテレス
- プロデューサー：鈴木恵悟
- 制作：佐藤義和
- 演出：片岡飛鳥
- 制作著作：フジテレビ